# Parafia Wniebowzięcia Najświętszej Maryi Panny w Boleszynie
Parafia Wniebowzięcia Najświętszej Maryi Panny w Boleszynie – parafia rzymskokatolicka, znajdująca się w diecezji sandomierskiej, w dekanacie Kunów.